# Larerannis miracula
Larerannis miracula är en fjärilsart som beskrevs av Louis Beethoven Prout 1929. Larerannis miracula ingår i släktet Larerannis och familjen mätare. Inga underarter finns listade i Catalogue of Life.